# Yvonne McGregor
Yvonne McGregor, född den 9 april 1961 i Bradford, Storbritannien, är en brittisk tävlingscyklist som tog OS-brons i förföljelsen vid olympiska sommarspelen 2000 i Sydney. 